# Sypniewo (Jastrowie)
Sypniewo (deutsch Zippnow, früher Alt-Zippnow) ist ein Dorf in der polnischen Woiwodschaft Großpolen. Es ist der Stadt- und Landgemeinde Jastrowie (Jastrow) im Powiat Złotowski (Flatower Kreis) angegliedert.

## Geographische Lage
Das Dorf liegt beidseitig der Plietnitz (poln. Płytnica). Die Stadt Deutsch Krone (Wałcz) liegt etwa 25 Kilometer in südwestlicher Richtung. Die Entfernung nach Flatow (Złotów) beträgt 32 Kilometer, nach Jastrow (Jastrowie) 16 Kilometer, jeweils in südöstlicher Richtung.

## Geschichte
Die Grenzregion des Netzedistrikts, in der das Dorf liegt, hatte ursprünglich zum Herzogtum Pommern gehört, war vorübergehend unter polnische Herrschaft gelangt und dann an die Markgrafen von Brandenburg gekommen. Im Rahmen der Ersten Teilung Polen-Litauens kam das Dorf 1772 zusammen mit dem Landkreis Deutsch Krone an Preußen.
Ältere Namen der Ortschaft sind Nałęcz sive Sypniewo (1570), zum Zipnow (1609), Zippanow (1622), Cypniewo (1641) und neupolnisch Zypnow. Der Ort wurde 1570 als Siedlung durch den Bürgermeister der Stadt Wałcz (Deutsch Crone) Valtenin Horn als Nałęcz sive Sypniewo   gegründet. Nałęcz lässt auf adligen Besitz, vermutlich der Familien Czarnkowski oder (de) Ostroróg, schließen. Der Gründung ging ein Privilegium des Starosten Andrzej II. Górka voraus. Der Ortsname ist vom polnischen Verb sypień bzw. sypać (poln.-lat.: Sepinane) abgeleitet und bedeutet Schüttung oder Scheune. In der Siedlung war in älterer Zeit das Zinsgetreide, d. h. in Form von Getreide zu entrichtender Grundzins, aufgeschüttet und gelagert worden.
Durch den Bau neuer Straßen und Brücken, für die Zölle erhoben wurden, gewann die Ortschaft schnell an Bedeutung. Sie wuchs zur größten ländlichen Gemeinde des Kreises an. Sypniewo gehörte damals zum Königreich Polen-Litauen und lag auf dem Gebiet der Starostei Wałcz im Palatinat Poznań. Nach der Ersten Teilung Polens 1772, mit der die Vereinigung von Ostpreußen und Westpreußen einherging, kam der Ort an Preußen. Er wurde vom Netzedistrikt verwaltet. 1780 wurde der Ort endgültig preußisch.
Am 27. März 1863 verlor Zippnow infolge eines Brandunglücks 160 Gebäude. König Wilhelm I. von Preußen bewilligte daraufhin 500 Taler für den Wiederaufbau. Zu Beginn des 20. Jahrhunderts hatte Zippnow eine evangelische und eine katholische Kirche, eine Synagoge, zwei Stärkefabriken, Ziegelbrennereien und rund 2000 Einwohner. Am Ort befanden sich außerdem fünf Schlachthöfe, zwei Mühlen und Gerbereien. 
Die Gemeinde Zippnow hatte um 1930 eine  45,8 km² große Gemarkungsfläche, und auf dem Gemeindegebiet befanden sich acht Wohnplätze, auf denen insgesamt 265 bewohnte Wohnhäuser standen:
- Bahnhof Zippnow
- Feldmühle
- Forsthaus Friedenshain
- Helenhof
- Riegenhof
- Schöneiche
- Waldarbeitergehöft Friedenshain
- Zippnow

Bis 1938 befand sich die Landgemeinde im Kreis Deutsch Krone in der Provinz Grenzmark Posen-Westpreußen des Deutschen Reichs. Im Zuge der Verwaltungsreform (1. Oktober 1938) wurde das Kreisgebiet der Provinz Pommern zugeordnet. Zippnow war Sitz des Amtsbezirks Zippnow.
Gegen Ende des Zweiten Weltkriegs wurde die Region nach Kämpfen mit der Wehrmacht von der Roten Armee besetzt. Nach Beendigung der Kampfhandlungen wurde die Region seitens der sowjetischen Besatzungsmacht zusammen mit ganz Hinterpommern und der südlichen Hälfte Ostpreußens – militärische Sperrgebiete ausgenommen – der Volksrepublik Polen zur Verwaltung überlassen. Es wanderten nun Polen zu. Zippnow wurde unter der polnischen Ortsbezeichnung „Sypniewo“ verwaltet. Die einheimische Bevölkerung wurde mit wenigen Ausnahmen von der polnischen Administration aus Zippnow vertrieben.

### Demographie
| Jahr | Einwohner | Anmerkungen |
| ---- | --------- | --- |
| 1783 | –         | königliches Dorf nebst zwei Wassermühlen und einer katholischen Kirche, 113 Feuerstellen (Haushaltungen), im Netzedistrikt, Kreis Krone                             |
| 1818 | 921       | königliches Dorf, Amt Schrotz |
| 1864 | 2256      | darunter 1177 Evangelische und 1016 Katholiken |
| 1875 | 2266      | [ 8 ] |
| 1880 | 2378      | [ 8 ] |
| 1890 | 2264      | [ 8 ] |
| 1910 | 1956      | am 1. Dezember, davon 986 Evangelische, 928 Katholiken, ein Mitglied einer sonstigen Glaubensgemeinschaft und 29 Juden; sechs Personen mit polnischer Muttersprache |
| 1925 | 1927      | darunter 1029 Evangelische, 855 Katholiken und 18 Juden |
| 1933 | 1983      | [ 8 ] |
| 1939 | 1984      | [ 8 ] |

## Kirche

### Katholische Kirche
Seit Ortsgründung war die katholische Kirche bis 1669 zunächst eine Filiale der Mutterkirche in Rederitz. Einwohner evangelischen Glaubens wurden 1619 aus der katholischen Kirche vertrieben, durften die katholische Kirche jedoch gegen Abgaben nutzen. Im Zuge der kgl. Konfirmation vom 13. November 1690 wurde die Kirche in Zippnow zur Pfarrkirche erhoben und Rederitz ihr mit sechs weiteren Filialkirchen in Briesenitz (Brzeżnica), Doderlage (Dudylany), Freudenfier (Szwecja) bis 1911, Jagdhaus (Budy) mit Marienbrück (Prądy), Klawittersdorf (Glowaczewo) bis 1911, Rederitz (Nadarzyce) und Stabitz (Zdbice) bis 1911, als Pfarrverband untergeordnet. Das alte Kirchengebäude, im preußischen Werk – Fachwerkbau – mit pyramidenförmigen hölzernen Turm, wurde um 1586 erbaut und 1826 aufgrund des maroden Zustands abgebrochen. Ab dem 5. Juli 1835 wurde das ursprüngliche Kirchengebäude durch ein neues Gotteshaus in massiver Bauweise ersetzt. Im Ortskern befindet sich noch heute der spätklassizistische Sakralbau im Berliner Rundbogenstil. Mitte des 19. Jahrhunderts bildete (Alt-)Zippnow mit den Gemeinden Neu-Zippnow, Rederitz (Nadarzyce), Doderlage und Groß Zacharin eine Pfarrei. 1935 waren die Bewohner je zur Hälfte katholisch bzw. evangelisch, 17 Personen waren jüdischen Glaubens.

### Evangelische Kirche
1780 bildeten evangelische Einwohner im Zuge der Besitznahme durch Preußen eine selbständige evangelische Gemeinde, die vom pommerschen Ort Hasenfier (Ciosaniec) aus verwaltet wurde. Diese wurde allerdings erst 1852 als eigenständig anerkannt. 1853 erfolgte die Gründung einer evangelischen Kirche, das Kirchengebäude der evangelischen Gemeinde wurde von 1860 bis 1864 in Massivbauweise errichtet und zwischen 1960 und 1965 abgerissen. Beim Rückbau der Kirche ereignete sich eine denkwürdige Begebenheit:

„Bei der Demontage der Kirche sollen sich russische Soldaten geweigert haben, dass Kreuz von der Kirche zu holen. Darauf hat sich ein bis dahin unauffälliger junger Pole bereit erklärt und das Kreuz demontiert. Er soll danach dem Alkohol verfallen sein. Er starb kurze Zeit später suizidal.“

Zum evangelischen Kirchspiel Zippnow gehörten neben Zippnow (Alt Zippnow) mit Bahnhof Zippnow, Feldmühle Zippnow, Gut Riegenhof, Gut Schöneiche und Neu Zippnow (poln. Sypniewko), Rederitz mit Abbauten und Bahnhof Rederitz sowie Gut Westfalenhof. Dazu die Forsthäuser Jägerthal (poln. Źwierzonki) und Rederitz, beide zum Forstamt Schönthal (poln. Trzebieszki) gehörig.

### Synagoge
Neben der katholischen und evangelischen Kirche befand sich auch eine Synagoge in Zippnow, über deren Ursprung nichts Näheres verzeichnet ist. Der jüdische Tempel stand jedoch sicher bereits seit langer Zeit in Zippnow. 1938 fiel die Synagoge in der Pogromnacht der Brandschatzung zu Opfer.

## Persönlichkeiten
- Brunislaus Warnke (1883–1958), deutscher Politiker, in Zippnow geboren
- Hans Hermann Nissen (1893–1980), Opernsänger, in Zippnow geboren
- Ernst Ottwalt (1901–1943), deutscher Schriftsteller, Opfer des Großen Terrors, in Zippnow geboren

## Verweise